# 日本ゴルフツアー機構
一般社団法人日本ゴルフツアー機構（にほんゴルフツアーきこう、英: Japan Golf Tour Organization、略: JGTO）は、1999年度から日本のプロゴルフツアーの試合について主催・主管を行っている組織である。

## 概要
シーズンは4月の「東建ホームメイトカップ」が新年度の最初の試合となり、12月まで25前後の試合を開催している。基本的には1大会4日間競技で開催している。なお、一部の大会では当ツアーとワンアジアツアーが共同で主催する国外での大会があり、2014年（2試合。）の実質的な当ツアーの開幕戦は「インドネシアPGA選手権」である。
なお、当初3年間（2001年まで）はパソコンディスプレイメーカーのイーヤマが特別協賛スポンサーとなっていた関係で「イーヤマツアー」と冠されていた。現在はツアーそのものの冠スポンサーは存在しない。
優勝すれば賞金をもらえるの当然だが、副賞に関しては日常で滅多に使うことがない物品であることが多いことで知られる。
1973年のツアー開始当初は任意団体だったが、2005年に社団法人化（文部科学省所管）。2013年1月に一般社団法人に移行した。

### 役員
会長：青木功

役員名簿

## シード枠・ツアー出場できる優先順位
2019年度以降
賞金シードによる優先権を上位65位までとする一方で、ABEMAツアー（チャレンジトーナメント）の上位20位までとクオリファイングトーナメント（QT）ランキングの上位20位に第1回リランキングまでのツアー出場権を与えることになった。また、従来からABEMAツアーの賞金ランキング1位には1年間のシード権が与えられていたが、新たにQTランキング1位にも1年間のシード権が与えられることになった。
1. 賞金ランキング1位（翌年から5年間）
2. メジャータイトル優勝者（翌年から5年間）
  - 対象試合：日本プロゴルフ選手権、日本ゴルフツアー選手権、日本オープン ※過去にはPGAフィランソロピートーナメントもメジャーと位置づけられたことがあった
3. ゴルフ日本シリーズの優勝者（翌年から3年間）
4. ツアートーナメント優勝者（翌年から2年間）
5. 前年度ツアー賞金ランキング上位65名（翌年1年間）
  - 海外4大メジャー選手権（マスターズ・トーナメント、全米プロゴルフ選手権、全米オープン、全英オープン）に係る賞金額を加算した賞金額の順位
6. 永久シード所持者（1973年のツアー制度施行後に通算25勝以上）
7. JGTO会長が推薦する者
8. 当該ツアートーナメント優勝者（翌年から5年間）
9. 当該ツアートーナメント上位10位以内の者（翌年から5年間）
10. 直近ツアートーナメント（基本的には、前週のツアートーナメント）で上位10位以内の者
11. ABEMAツアー賞金ランキング1位（翌年1年間）
12. QTランキング1位（翌年1年間）
13. ABEMAツアー年間3勝（当該年度の残り試合）
14. ABEMAツアー優勝者（JGTOが指定した試合）
15. JGTOツアーメンバーで、USPGAツアー又は欧州ツアーのメンバー取得者で出場資格を失うこととなった者（翌年1年間）
16. ワールドカップ又は日韓対抗戦の日本代表（その年と翌年から2年間）
17. ツアートーナメント複数優勝者（年間2勝:翌年から3年間、年間3勝以上:翌年から4年間）
18. 生涯獲得ランキング上位25位以内（本人が選択した1年間）
19. 特別保障制度適用者
20. ABEMAツアー賞金ランキング2位～20位までの者（第1回リランキングまでの試合）
21. QTランキング2位～20位までの者（第1回リランキングまでの試合）
  - 20番と21番の相互間における出場優先順位は、20番の上位者、21番の上位者の順で交互とする
22. QTランキング上位者（21位以下）（第1回リランキングまでの試合）

2018年度
1. 賞金ランキング1位（翌年から5年間）
2. メジャータイトル優勝者（翌年から5年間）
  - 対象試合：日本プロゴルフ選手権、日本ゴルフツアー選手権、日本オープン
3. ゴルフ日本シリーズの優勝者（翌年から3年間）
4. ツアートーナメント優勝者（翌年から2年間）
5. 前年度ツアー賞金ランキング上位60名（第1シード、翌年1年間）
6. 永久シード所持者（通算25勝以上）
7. JGTO会長が推薦する者
8. 当該ツアートーナメント優勝者（翌年から5年間）
9. 当該ツアートーナメント上位10位以内の者（翌年1年間）
10. 直近ツアートーナメント（基本的には、前週のツアートーナメント）で上位10位以内の者
11. AbemaTVツアー（チャレンジトーナメント）賞金ランキング1位（翌年1年間）
12. AbemaTVツアー年間3勝（当該年度の残り試合）
13. AbemaTVツアー優勝者（JGTOが指定した試合）
14. 「フォールシャッフル」上位10名
15. JGTOツアーメンバーで、USPGAツアー又は欧州ツアーのメンバー取得者で出場資格を失うこととなった者（翌年1年間）
16. ワールドカップ又は日韓対抗戦の日本代表（その年と翌年から2年間）
17. ツアートーナメント複数優勝者（年間2勝:翌年から3年間、年間3勝以上:翌年から4年間）
18. 生涯獲得ランキング上位25位以内（本人が選択した1年間）
19. 前年度ツアー賞金ランキング61位～75位（第2シード、翌年1年間）
20. 特別保障制度適用者
21. AbemaTVツアー賞金ランキング上位者（2位～8位）（第1回リランキングまでの試合）
22. クオリファイングトーナメント（QT）ランキング上位35位までの者（第1回リランキングまでの試合）

2015年度～2017年度
2015年度から2018年度まで、シード権による優先順位が60位以内までの「第1シード」と61位～75位までの「第2シード」に分かれていた。また、新たにフォールシャッフル制度（後述）を導入することに伴い、ツアートーナメント出場における優先順位が大きく変更された。
1. 賞金ランキング1位（翌年から5年間）
2. メジャータイトル優勝者（翌年から5年間）
  - 対象試合：日本プロゴルフ選手権、日本ゴルフツアー選手権、日本オープン ※過去にはPGAフィランソロピートーナメントもメジャーと位置づけられたことがあった
3. ゴルフ日本シリーズの優勝者（翌年から3年間）
4. ツアートーナメント優勝者（翌年から2年間）
5. 前年度ツアー賞金ランキング上位60名（第1シード、翌年1年間）
6. 永久シード所持者（通算25勝以上）
7. JGTO会長が推薦する者
8. 当該ツアートーナメント優勝者（翌年から5年間）
9. 当該ツアートーナメント上位10位以内の者（翌年1年間）
10. 直近ツアートーナメント（基本的には、前週のツアートーナメント）で上位10位以内の者
11. チャレンジトーナメント賞金ランキング1位（翌年1年間）
12. チャレンジトーナメント年間3勝（当該年度の残り試合）
13. チャレンジトーナメント優勝者（JGTOが指定した試合）
14. 「フォールシャッフル」上位10名
15. USPGAツアーメンバーと欧州ツアーメンバーのランク上位者（翌年1年間）
16. ワールドカップ又は日韓対抗戦の日本代表（その年と翌年から2年間）
17. ツアートーナメント複数優勝者（年間2勝:翌年から3年間、年間3勝以上:翌年から4年間）
18. 生涯獲得ランキング上位25位以内（本人が選択した1年間）
19. アジアツアー賞金ランキング1位（翌年1年間）
20. 前年度ツアー賞金ランキング61位～75位（第2シード、翌年1年間）
21. 特別保障制度適用者
22. チャレンジトーナメント賞金ランキング上位者（2位～9位、年度により若干変動あり）（リランキングまでの試合）
23. クオリファイングトーナメント（QT）ランキング上位35位までの者（リランキングまでの試合）
24. 前年度ツアー賞金ランキング76位～100位（リランキングまでの試合）
25. QTランキング36位～90位までの者（リランキングまでの試合）

2014年度以前
1. 永久シード所持者
2. 過去5年間のツアー賞金ランキング1位の者
3. メジャータイトル優勝者に対する1大会につき5年間のシード枠
4. 前々年度までの、WGC/ワールドカップ日本代表
5. 1973年ツアー制度施行後、ツアー競技で25勝以上挙げた者（永久シード）
6. 前年度までの、ダイナスティーカップ日本代表
7. ゴルフ日本シリーズ、日本プロゴルフマッチプレー選手権の過去5年間の優勝者
8. 過去2年間のツアートーナメントの優勝者（規定試合数に出場している者）
9. 過去2年間の本ツアートーナメントの優勝者
10. 前年度の当該ツアートーナメントで、成績上位10位以内の者
11. 直近ツアートーナメント（基本的には、前週のツアートーナメント）で、上位5位以内の者
12. JGTO会長が推薦する者
13. 前年度ツアー賞金ランキング70位以内の者（規定試合数に出場している者）
14. 特別保障制度適用者
15. ツアートーナメント複数優勝者（年間2勝:その年と翌年から3年間、年間3勝以上:その年と翌年から4年間）
16. 1973年ツアー制度施行後、通算賞金獲得ランキング25位以内の選手（前年度末時点）
17. 前年度アジアンツアー賞金ランキング1位の者
18. JGTOが指定するチャレンジトーナメント優勝者（JGTOが指定するツアートーナメントに出場できる）
19. 前年度チャレンジトーナメント賞金ランキング上位5位以内の者（当該年度第1回リランキングまで出場可能）
20. 前年度第2回リランキング後のクオリファイングトーナメント（QT）上位者
21. 主催者の推薦のある者

## リランキングとフォールシャッフル
男子ツアーでは、シード選手以外の出場順位はシーズン途中に年2回のリランキングにより順位が変動する。これは、ツアートーナメントで獲得した賞金額をもとにQTの順位を入れ替えることでファンの関心を高めて、ツアー全体の活性化を図るのが主な目的である。また、2015年度からは、出場人数が絞られる秋以降の試合に出場するチャンスを広げるための新システムとして、フォールシャッフルが導入された。
2019年度のリランキングは、上記の優先順位のうち20番〜22番に該当する選手間で、下記の期間中の賞金額をもとにして出場順位の変動が行われる。
第1回：SMBCシンガポールオープン〜ダンロップ・スリクソン福島オープン
第2回：SMBCシンガポールオープン〜ブリヂストンオープン
2015年度〜2018年度には、第2回のリランキング時にフォールシャッフルも同時に行われた。これは、上記の優先順位のうち18番〜20番及び22番〜25番に該当する選手間の賞金ランキングによって順位を決めるものであった。当該ランキングで上位10名には、ブリヂストンオープン以降の試合に優先順位14番のフォールシャッフルのカテゴリーでの出場権を得た。

## プロ選手の資格を得るには
- 1998年までは日本プロゴルフ協会（JPGA）のプロテストに合格しないとツアー競技の正式メンバー（「トーナメント・プレイヤー」）とはなれなかった（当機構が誕生した1999年以後も「JPGA認定ツアープロテスト」として現存している）。
- 1999年以降はクオリファイングトーナメント（以下「QT」）といわれる予選会に出場し一定の成績を挙げればJPGAのプロ資格がなくても事実上のプロ選手として出場できる権利が与えられる。ここでは2020年以降の実施方法について記すことにする。
  - 参加者は事前の申し込み（前年のセカンドQT出場者、過去のQT参加者や各種ゴルフ競技団体の推薦者などに資格あり）をしてから、8月下旬から10月上旬にかけてのファーストQT（1次予選：4ラウンド72ホールズ）からスタート。これは全国各地で開催され、各会場につき80～100人程度が出場し上位35～40人（出場選手総数によって勝ち抜き者数が異なる）がセカンドQT（2次予選）に進む。
  - セカンドQTはファーストQTの勝ち抜き選手に加え、前年のサードQT（3次予選）出場者や直近5年間のツアー競技優勝者、賞金シードを1年以上保有したことがある選手、その他オーストラリア、南アフリカ、アジアの各ツアーで賞金ランキング上位に入っている選手（ファイナルQTシード保有者は除く）で出場意思のある者など総数450人程度、1会場あたり80～90人程度が出場する。10月下旬～11月中旬に4ラウンド72ホールズで競技を行い、上位35～40人（選出方法は前述と同じ）がサードQTに進出する。
  - サードQTはセカンドQTの勝ち抜き選手、本年度のJGTOツアーメンバー（前年度のファイナルQT出場者）、ABEMAツアー賞金ランキング30位以内の選手、日本プロゴルフ協会のプロテストで最終成績1位の選手、日本アマチュアゴルフ選手権の優勝者、日本学生ゴルフ選手権の優勝者、日本オープンゴルフ選手権のローアマチュア（アマ部門の優勝者）、その他海外ツアーの賞金ランキングで上位に入っており出場の意思がある選手など総数260人程度、1会場あたり85～90人程度が出場する。11月末～12月初旬に4ラウンド72ホールズで行われ、上位25～30人（選出方法は前述と同じ）がファイナルQTの出場資格を獲得できる。
  - サードQT・セカンドQTの出場者及びファーストQT各会場の最終成績で出場総人数の上位90％タイの者にJGTOツアープレーヤーの資格が与えられる。
  - ファイナルQTはサードQTの勝ち抜き選手に、本年度の賞金ランキングによるシードから脱落した選手（シード落ち）を加えた90人～100人程度が出場し、12月上旬に4ラウンド72ホールズで争う。ファイナルQTの出場者にはJGTOツアーメンバーの資格が与えられ、最終順位に応じて第1回リランキングまでの出場順位が決まる[4]。第1回リランキング以降はリランキングまでにツアー大会で獲得した賞金に応じて出場順位が決まる[4]。
- 2019年以前の実施方法
  - 参加者は事前の申し込み（過去のQT参加者や各種ゴルフ競技団体の推薦者などに資格あり）をしてから、7月から8月にかけてのファーストQT（1次予選：3ラウンド54ホールズ）からスタート。これは全国各地で開催され、各会場につき100人程度出場し上位選手（出場選手総数によって勝ち抜き者数が異なる）がセカンドQT（2次予選）に進む。
  - セカンドQTはファーストQTの勝ち抜き選手に加え過去のサードQT（3次予選）までの出場者、海外のプロツアーで活躍する選手で日本ツアーの出場資格を持っていない選手など総数1400人程度、1会場あたり110人程度が出場し9～10月に4ラウンド72ホールズで競技を行い上位選手（選出方法は前述と同じ）がサードQTに進出する。この時点で合格した選手には最大5試合の主催推薦枠出場権利が与えられる。
  - サードQTはセカンドQTの勝ち抜き選手、前年度のファイナルQT（最終予選）出場者、直近5年間のツアー競技優勝者、賞金シードを1年以上保有したことがある選手、その他オーストラリア、南アフリカ、アジアの各ツアーで賞金ランキング上位に入っている選手（ファイナルQTシード保有者は除く）で出場意思のある者、チャレンジツアーの前年度賞金上位者で当該年度の前半戦シード（いわゆるリランキング）の上位選手ら総数600人程度、1会場あたり100人程度が出場する。
  - サードQTもセカンドと同じく4ラウンド72ホールズで、成績上位選手（選出方法は前述と同じ）がファイナルQTの出場資格を獲得できる。
  - ファイナルQTはサードQTの勝ち抜き選手、本年度の賞金ランキングによるシードから脱落した選手（シード落ち）、AbemaTVツアー（チャレンジトーナメント）の上位選手の中から1年間シード獲得者以外の翌年度の前半戦シード（リランキング）を得ている選手、その他海外ツアーの賞金ランキングで上位に入っており出場の意思がある選手など200人前後が出場し予選4ラウンド、決勝2ラウンドの6ラウンド108ホールズで争う。
  - 予選は4ラウンド72ホールズで行い、上位90位タイまでの選手が決勝にコマを進める。
  - 決勝は2ラウンド36ホールズ。その順位に応じて第1回リランキングまでの出場順位が決まる。
- 例外として、アマチュアのままツアーで優勝すれば、プロ宣言を行うとQT免除となる（例：石川遼、松山英樹、蟬川泰果）。

## 歴代賞金王
1973年のツアー制度移行後の歴代の賞金王は以下の通りである。なお賞金額は海外メジャーで獲得した賞金額を加算したもので、2009年以前はチーム戦を除く世界ゴルフ選手権の獲得賞金額を含む。
| 年   | 氏名             | 賞金額（¥） |
| ---- | ---------------- | ----------- |
| 1973 | 尾崎将司         | 43,814,000  |
| 1974 | 尾崎将司         | 41,846,908  |
| 1975 | 村上隆           | 38,705,551  |
| 1976 | 青木功           | 40,985,801  |
| 1977 | 尾崎将司         | 35,932,608  |
| 1978 | 青木功           | 62,987,200  |
| 1979 | 青木功           | 45,554,211  |
| 1980 | 青木功           | 60,532,660  |
| 1981 | 青木功           | 57,262,941  |
| 1982 | 中島常幸         | 68,220,640  |
| 1983 | 中島常幸         | 85,514,183  |
| 1984 | 前田新作         | 57,040,357  |
| 1985 | 中島常幸         | 101,609,333 |
| 1986 | 中島常幸         | 90,202,066  |
| 1987 | デビッド・イシイ | 86,554,421  |
| 1988 | 尾崎将司         | 125,162,540 |
| 1989 | 尾崎将司         | 108,715,733 |
| 1990 | 尾崎将司         | 129,060,500 |
| 1991 | 尾崎直道         | 119,507,974 |
| 1992 | 尾崎将司         | 186,816,466 |
| 1993 | 飯合肇           | 148,718,200 |
| 1994 | 尾崎将司         | 215,468,000 |
| 1995 | 尾崎将司         | 192,319,800 |
| 1996 | 尾崎将司         | 209,646,746 |
| 1997 | 尾崎将司         | 170,847,633 |
| 1998 | 尾崎将司         | 179,627,400 |
| 1999 | 尾崎直道         | 137,641,796 |
| 2000 | 片山晋呉         | 177,116,489 |

| 年      | 氏名         | 賞金額（¥） |
| ------- | ------------ | ----------- |
| 2001    | 伊沢利光     | 217,934,583 |
| 2002    | 谷口徹       | 145,440,341 |
| 2003    | 伊沢利光     | 135,454,300 |
| 2004    | 片山晋呉     | 119,512,374 |
| 2005    | 片山晋呉     | 134,075,280 |
| 2006    | 片山晋呉     | 178,402,190 |
| 2007    | 谷口徹       | 171,744,498 |
| 2008    | 片山晋呉     | 180,094,895 |
| 2009    | 石川遼       | 183,524,051 |
| 2010    | 金庚泰       | 181,103,799 |
| 2011    | 裵相文       | 151,078,958 |
| 2012    | 藤田寛之     | 175,159,972 |
| 2013    | 松山英樹     | 201,076,781 |
| 2014    | 小田孔明     | 137,318,693 |
| 2015    | 金庚泰       | 165,981,625 |
| 2016    | 池田勇太     | 207,901,567 |
| 2017    | 宮里優作     | 182,831,982 |
| 2018    | 今平周吾     | 139,119,332 |
| 2019    | 今平周吾     | 168,049,312 |
| 2020–21 | チャン・キム | 127,599,803 |
| 2022    | 比嘉一貴     | 181,598,825 |
| 2023    | 中島啓太     | 184,986,179 |
| 2024    | 金谷拓実     | 119,551,222 |

### 賞金王獲得回数
2019年まで、賞金王のタイトルを複数回獲得した選手は以下の9人である。
- 12回: 尾崎将司
- 5回: 青木功、片山晋呉
- 4回: 中島常幸
- 2回: 伊沢利光、尾崎直道、谷口徹、金庚泰、今平周吾

## ABEMAツアー
JGTOのレギュラーツアーの出場権がない選手（新人選手やシード外の選手）らを対象として行う「2軍戦」で、若手選手の育成とゴルフの発展を目的として行われている。

## オフィシャルスポンサー
- メルセデス・ベンツ日本
- ウォール・ストリート・ジャーナル
- 全日本空輸
- ラキール
- SMBCモビット
- セントラルスポーツ
- テーラーメイド